# زیست‌فناوری محیطی
بیوتکنولوژی محیطی (به انگلیسی Environmental biotechnology) بر مطالعه محیط طبیعی دلالت دارد. جامعه بین‌المللی بیوتکنولوژی محیطی، این فناوری را به عنوان توسعه، استفاده و تنظیم سیستم‌های زیستی برای اصلاح محیط‌های آلوده (زمین، هوا و آب) و فرایندهای زیست محیطی (فناوری تولید سبز و توسعه پایدار) تعریف می‌کند.
بیوتکنولوژی محیطی همچنین می‌تواند به عنوان استفاده بهینه از طبیعت در قالب گیاهان، حیوانات، باکتری‌ها، قارچ‌ها و جلبک‌ها به منظور تولید انرژی‌های تجدیدپذیر، غذا و مواد مغذی در یک چرخهٔ هماهنگ از فرایندهای سودمندی که زباله حاصل از آن‌ها تبدیل به خوراک برای دیگر فرایندها می‌شود، توصیف شود.

## اهمیت دادن به کشاورزی، امنیت غذایی، کاهش تغییرات آب و هوایی و سازگاری و MDGs
IAASTD (International Assessment of Agricultural Knowledge, Science and Technology for Development) علم را به عنوان پیشرفت سیستم‌های کشاورزی در مقیاسی کوچک از محیط زیست و تکنولوژی به منظور دستیابی به امنیت غذایی، کاهش تغییرات آب و هوا و تحقق اهداف توسعه هزاره تعریف می‌کند. بیوتکنولوژی محیطی نقش مهمی در آگروکولوژی (مطالعه و آنالیز ارتباطات میان ارگانیسم‌ها و محیط) در کشاورزی با هدف به صفر رساندن زباله و مهم‌تر از آن از طریق بهره‌برداری از ۱۵ میلیون گیاه بیوگاز در سراسر جهان بازی می‌کند.
محیطی را در نظر بگیرید که دارای بیشترین مقدار از یک نوع خاصی از آلودگی باشد؛ مثلاً دریاچه ای را در نظر بگیرید پساب کارخانه نشاسته به داخل آن ریخته‌است. در اینجا ما با مقادیر عظیمی از نشاسته مواجه خواهیم بود که بجز در پاره ای از موارد به راحتی توسط میکروارگانیسم‌ها تخریب نمی‌شوند. ما می‌توانیم از میکروارگانیسم‌های این دریاچه نمونه برداری کنیم و برای یافتن تغییرات معنادار در ژنومشان (مانند جهش‌های ایجاد شده) مورد بررسی قرار دهیم. به این ترتیب ژن‌های تغییریافته شناسایی می‌شوند. این فرایند به این دلیل انجام می‌شود که میکروارگانیسم‌های جداسازی شده (ایزوله شده) بهتر از دیگر میکروب‌های از همان جنس، برای تخریب و استفاده از نشاسته تطبیق یافته‌اند؛ بنابراین ژن‌های حاصله در میکروارگانیسم‌های مهم صنعتی کلون شده و سپس برای فرایندهای مهم اقتصادی مانند صنعت کشاورزی، تخمیر و غیره استفاده می‌شوند.
موقعیت‌های مشابه مانند نشت نفت (لکه‌های نفتی) در اقیانوس‌ها و همچنین میکروب‌های جداشده از آفت کش‌های خاک‌های غنی نیز از مثال‌های دیگر است. میکروب‌های جداشده از منابع غنی مانند چاه‌های نفت، خطوط لوله انتقال نفت و غیره مشخص شده‌است که توانایی تخریب نفت یا استفاده از آن را به عنوان منبع انرژی دارند.
اما مطلب بحث‌برانگیز این است که آیا میکروارگانیسم‌های تازه معرفی شده در مسائل زیست محیطی ایجاد تعادل خواهند کرد.

## کاربردها و مفاهیم
انسان‌ها در طی قرن‌ها مواد ژنتیکی را دستکاری کرده‌اند. با وجود مزایایی متعددی که از این دستکاری‌های ژنتیکی حاصل شده‌است اما همچنین این دستکاری‌ها می‌توانند غیرمنتظره و دارای نتایج زیست محیطی و سلامتی نامطلوب باشند؛ بنابراین بیوتکنولوژی محیطی به‌طور کلی در مورد تعادل میان برنامه‌های کاربردی ارائه شده و پیامدهای دستکاری مواد ژنتیکی است. کتب اصلی درسی به کاربردها و مفاهیم می‌پردازند. متون مهندسی محیط زیست مرتبط با تصفیه فاضلاب‌های شهری و اصول زیستی به عنوان متون زیست محیطی در نظر گرفته می‌شوند. اینها در کل به کاربردهای بیوتکنولوژی می‌پردازند در حالیکه پیامدهای این فناوری و کتاب‌هایی که اغلب به تأثیرات بالقوه و حوادث فاجعه‌بار می‌پردازند کمتر مورد توجه‌اند.